# مارسيو روبرتو دوس سانتوس
مارسيو روبرتو دوس سانتوس الشهير باسم مارسيو سانتوس (15 سبتمبر 1969

 في ساو باولو) (بالبرتغالية:Márcio Roberto dos Santos) لاعب كرة قدم برازيلي معتزل كان يجيد اللعب في خط الدفاع .
لعب مارسيو سانتوس في أندية نوفوريزونتينو (1987-1990) إنترناسيونال (1990-1991) بوتافوغو (1992) بوردو (1992-1994) فيورنتينا (1994-1995) أياكس أمستردام (1995-1997) أتليتيكو مينيرو (1997) ساو باولو (1997-1999) سانتوس (2000) جينان (2001) غاما (2001) شاندونغ لونينغ تايشان (2001) إتي جوندياي (2002) بوليفار (2003) جوينفيل (2003) بورتوغيزا سانتيستا (2004-2006) .
ساهم مارسيو سانتوس في تتويج نادي أياكس أمستردام ببطولة دوري الدرجة الممتازة مرتين موسمي 1995/1996 و1996/1997 وبطولة كأس السوبر الهولندي 1996 وبطولة كأس العالم للأندية 1995 وبطولة كأس السوبر الأوروبي 1996 كما ساهم في تتويج نادي ساو باولو ببطولة ولاية ساو باولو 1998 .
شارك مارسيو سانتوس مع منتخب البرازيل في 43 مباراة دولية مسجلا 5 أهداف في الفترة من 1990 إلى 1997 . تم استدعائه للمشاركة في بطولة كوبا أمريكا 1991 التي أقيمت في تشيلي واحتل فيها منتخب البرازيل المركز الثاني خلف منتخب الأرجنتين .
تم استدعائه مجددا للمشاركة في بطولة كأس العالم لكرة القدم 1994 التي أقيمت في الولايات المتحدة . كان مارسيو سانتوس أحد الركائز الأساسية في خط الدفاع حيث شارك أساسيا في جميع مباريات البطولة وساهم في فوز منتخب بلاده على منتخبي روسيا والكاميرون 2/0 و3/0 على التوالي ثم التعادل مع منتخب السويد 1/1 . في الأدوار الإقصائية ساهم في الفوز على منتخبات الولايات المتحدة المستضيف، هولندا ، والسويد بنتيجة 1/0 ، 3/2 ، و1/0 على التوالي . في المباراة النهائية أمام منتخب إيطاليا انتهى الوقتان الأصلي والإضافي بالتعادل 0/0 وتقدم مارسيو سانتوس لتنفيذ ركلة الجزاء الأولى التي أضاعها ولكن استطاع زملائه حسم الركلات لصالحهم 3/2 ليتوج بلقب البطولة .
تم استدعائه مجددا للمشاركة في بطولة كوبا أمريكا 1997 التي أقيمت في بوليفيا وتوج فيها منتخب البرازيل بطلا بعد فوزه في المباراة النهائية على منتخب بوليفيا المستضيف 3/1 .

## روابط خارجية
- مارسيو روبرتو دوس سانتوس على موقع الاتحاد الدولي (مؤرشف)  (الإنجليزية)
- مارسيو روبرتو دوس سانتوس على موقع قاعدة بيانات كرة القدم.إي يو (الإنجليزية)
- مارسيو روبرتو دوس سانتوس على موقع ليكيب (الفرنسية)
- مارسيو روبرتو دوس سانتوس على موقع ناشيونال فوتبول تيمز (الإنجليزية)
- مارسيو روبرتو دوس سانتوس على موقع Soccerway.com (الإنجليزية)